# HD 176723
HD 176723，又名CD-3813300，SAO 210859、HR 7197，是一颗恒星，视星等为5.74，位于銀經358.75，銀緯-18.57，其B1900.0坐标为赤經18h 56m 28.1s，赤緯-38° -18.57′ 50″。